# Methanosalsum
Genre
Espèces de rang inférieur
- Methanosalsum zhilinae

Methanosalsum est un genre d'archées méthanogènes de l'ordre des Methanosarcinales.